# DeSoto CF-Series
La CF-Series è un'autovettura prodotta dalla DeSoto dal 1930 al 1932. Più precisamente, il modello è stato introdotto nel gennaio 1930 ed è stato prodotto fino a dicembre 1931 per il model year 1932.

## Storia
Con l'uscita di scena della K-Series, la DeSoto decise di introdurre, nel 1930, un modello con motore a otto cilindri a cui fu dato il nome di CF-Series. Le CF-Series erano equipaggiate con un propulsore a valvole laterali da 3.404 cm³ di cilindrata che erogava 70 CV di potenza a 3.400 giri al minuto. L'alesaggio e la corsa erano, rispettivamente, 73 mm e 101,6 millimetri. Il cambio era manuale a tre velocità e la trazione era posteriore. La CF-Series era offerta con un solo tipo di carrozzeria, cabriolet due porte. A differenza dei modelli DeSoto a sei cilindri, la CF-Series possedeva una calandra cromata.
Nel gennaio 1931 è stata invece lanciata una versione riveduta che era dotata di una nuova calandra, di un parabrezza inclinato all'indietro e di un motore da 3.617 cm³ avente un alesaggio e di una corsa, rispettivamente, di 73 millimetri e 108 mm. Questo nuovo propulsore sviluppava 77 CV a 3.400 giri al minuto.
In totale, di CF-Series, vennero prodotti 28 711 esemplari.